# In Celebration
In Celebration is een Brits-Amerikaanse dramafilm uit 1975 onder regie van Lindsay Anderson.

## Verhaal
Drie geletterde broers keren terug naar een mijnstad in Yorkshire om er het veertigste huwelijksjubileum van hun ouders te vieren. De broers praten over hun persoonlijk problemen, terwijl hun moeder vertelt over haar gebrek aan inspiratie en hun vader wacht op een nieuwe uitbarsting.

## Rolverdeling
| Acteur            | Personage       |
| ----------------- | --------------- |
| Alan Bates        | Andrew Shaw     |
| Brian Cox         | Steven Shaw     |
| Gabrielle Daye    | Mevrouw Burnett |
| Bill Owen         | Mijnheer Shaw   |
| James Bolam       | Colin Shaw      |
| Constance Chapman | Mevrouw Shaw    |